# Natàlia Óssipova
Natàlia Petrovna Óssipova (rus: Ната́лья Петро́вна О́сипова, Moscou, 18 de maig de 1986) és una ballarina russa, actualment ballarina principal amb el Ballet Reial de Londres i el Ballet del Teatre Mikhaylovsky a St Petersburg.
Nascuda a Moscou, Óssipova va començar la seva formació de ballet a l'edat de vuit anys a l'Escola de Ballet Mikhail Lavrovsky i va completar els seus estudis de 1996 a 2004 a l'Acadèmia Estatal de Coreografia de Moscou, sota el tutelatge de Marina Kotova i Marina Leonova. Als 18 anys va entrar al Ballet Bolshoi com a membre del cos de ballet. El 2005 va ballar com a Kitri a la producció d'Alexei Fadeyechev de Don Quixot i va ser promoguda a solista el 2006. Va ser anomenada una de les "25 to Watch" per la Dance Magazine el 2007 i li va ser atorgat el premi Benois de la Danse el 2009 sent promoguda a solista principal. El 2010 es va convertir en ballarina principal al Ballet Bolshoi però va dimitir el 2011, per motius de "llibertat artística".
Després de deixar el Bolshoi, es va unir al American Ballet Theatre com a ballarina convidada per la temporada del Metropolitan Opera House. Va ballar Don Quixot amb José Manuel Carreño, i també La Bella Dorment i Romeu i Julieta amb David Hallberg. Una setmana abans de la seva actuació a La Bella Dorment, va ser assaltada fora de la Met, però només va patir contusions lleus i va poder fer la funció, només va perdre un parell de sabatilles de punta i un petit martell utilitzat per donar-los forma. El desembre 2011es va unir al Ballet  Mikhailovsky .
El 8 abril de 2013, va ser anunciat que Óssipova s'uniria al Ballet Reial com a ballarina principal, havent-hi ballat anteriorment com a artista convidat al Llac del Cigne. Va debutar el 21 de novembre de 2013, a Romeo i Juliet, juntament amb Carlos Acosta. També ha ballat en El Trencanous i Giselle, amb Acosta i Federico Bonelli.

## Repertori
El debut d'Óssipova com Kitri a El Quixot fou el 7 de novembre de 2005 que va llançar la seva carrera de solista.
- El Quixot: Kitri
- El llac dels cignes: Odette/Odile /The Spanish Bride
- La Baiadera: Nikiya / Gamzatti
- Giselle: Giselle
- La Sílfide: La sílfide
- Romeu i Julieta: Juliet
- Coppélia: Swanilda/Coppélia
- La Esmeralda: Esmeralda
- Flames of Paris: Jeanne
- Carmen: Carmen
- La Bella Dorment: Princess Aurora
- Laurencia: Laurencia
- Le Corsaire: Medora
- Manon: Manon
- Lost Illusions: Coralie
- Notre-Dame de París: Esmeralda
- La Fille Mal Gardée: Lise
- Gemma: Rubis Soloist
- The Pharaoh's Daughter: Aspicia, Ramze
- Nutcracker: Sugar Plum Fairy, Clara, Spanish Doll
- Eugeni Oneguin: Tatiana
- A Midnight’s Summer Dream: Mustardseed
- The Dream: Titania
- La feréstega domada: Catarina
- Bolt: Manka Fart, Typist/Typists
- L'ocell de foc: Firebird
- Petruixka: Ballerina
- The Bright Stream: Balerina
- La Ventafocs: The Sleeping Beauty, Waltz Soloist/Soloists, Autumn
- A Month in the Country: Natalia Petrovna
- Russian Seasons: Couple in Red
- Gaite Parisienne: Cancan Soloist
- Serenata: Soloist
- Middle Duet: Soloist
- Paquita Grand Pas de Deux: Soloist
- Jeu de cards
- Symphony in C
- Class Concert
- Remansos
- Cinque
- In the Upper Room
- Connectome
- Tetractys - The Art of the Fugue
- Solo for Two
- Passacaglia
- Woolf Works

## Premis
- Richard Sherrington Award for Best Female Dancer
- UK National Dance Awards (2014)[10]
- Golden Mask award as Best Female Dancer for Twyla Tharp's In The Upper Room
- Positano Dance Award Leonide Massine Award for Best Duet in La Sylphide
- The International Dance Association Premi Benois de la Danse